# Le jeune homme et la mort
Le jeune homme et la mort (El joven y la Muerte) es un ballet en dos escenas para una pareja de bailarines creado por el coreógrafo Roland Petit para los Ballets des Champs Élysées. Sobre la música de la Passacaglia y fuga en do menor de Bach orquestada por Respighi, con libreto de Jean Cocteau y escenografía de Georges Wakhévitch, el ballet fue estrenado en el Théâtre des Champs Élysées de París el 25 de junio de 1946. Sus intérpretes fueron Nathalie Philipart y Jean Babilée.

## Libreto
Primera escena:
El telón se abre sobre una buhardilla parisina amueblada con unas sillas de enea y una mesa, en el centro se alza un poste de madera que se pierde en las alturas del escenario. A la derecha del espectador en una cama desvencijada está echado un Joven, vestido con un mono manchado de pintura, que fuma y espera. Impaciente consulta su reloj, se incorpora y apaga el cigarrillo con el pie. A la izquierda del escenario aparece la Muchacha en el marco de la puerta, el Joven sale a su encuentro radiante y confiado. Se inicia un paso a dos, ella lo rehúye, él la persigue. Él insiste, ella lo rechaza con violencia creciente. Él implora, ella se burla y lo maltrata. Por fin, la Muchacha lo conduce al centro del escenario, le muestra una soga anudada que cuelga del poste y huye.
Segunda escena:
Abandonado, el Joven da rienda suelta a su desesperación, salta por encima de los muebles, voltea las sillas, arrastra la pesada mesa, cae al suelo y se vuelve a la soga anudada bajo la luz de un foco. Con pasos rápidos gira en torno al poste, se sube en un taburete y de espaldas al público introduce la cabeza en el lazo de la soga, y se ahorca. En ese momento se eleva todo el decorado y surgen los tejados nocturnos de París, al fondo la torre Eiffel con un anuncio luminoso de Citroën. Por una rampa lateral desciende lentamente la Muchacha con un vestido blanco largo y guantes rojos, lleva puesta la máscara de la Muerte. El Joven le sale al encuentro y ella le coloca la máscara sobre la cara, luego apoya su mano en el hombro del Joven y lo conduce hacia la rampa. Ambos se pierden sobre los tejados de la ciudad.

## Repercusión
El impacto de este ballet con su realismo existencialista, su simbolismo poético y su erotismo explícito fue enorme en el público de su tiempo. El estilo coreográfico de Roland Petit basado en el vocabulario clásico ampliado con la colaboración de Babilée hasta el límite de lo acrobático y lo atlético abrió nuevas vías a la danza. Babilée se convirtió en un icono de la juventud intranquila y rebelde de la postguerra. Así lo entendieron los públicos más variados ante los que se presentó el ballet entonces tanto en Londres (1946) como en Nueva York (1951) o Madrid (1958). Babilée llevó este ballet a los escenarios de medio mundo y lo bailó cientos de veces. Bailarines de generaciones posteriores como Nuréyev o Barýshnikov desearon interpretar esta pieza ya mítica y Roland Petit se la adaptó a sus aptitudes y deseos desdibujando así la coreografía original. En 1983, se reunieron Petit y Babilée en la sede del Ballet Nacional de Marsella para recuperar el ballet original. Babilée aceptó el reto de subir otra vez al escenario con él y en 1984, después de meses de entrenamiento y ensayos Le jeune homme y la mort se presentó en su forma restaurada y con gran éxito de crítica y público en la Opera de Marsella y después en el Théâtre du Chatelet de París.